# Euproctis pseudoarna
Euproctis pseudoarna är en fjärilsart som beskrevs av Holloway 1999. Euproctis pseudoarna ingår i släktet Euproctis och familjen tofsspinnare. Inga underarter finns listade i Catalogue of Life.